# Seita Vuorela
Seita Vuorela, född Parkkola 15 mars 1971 i Sumiais, död 20 april 2015 i Åbo, var en finländsk författare och fotograf.
Seita Vuorela studerade litteraturvetenskap och filosofi vid Jyväskylä universitet och Åbo universitet. Hon nominerades till Finlandia Junior åren 2002 och 2006. År 2011 fick hon det franska priset Pépite du roman ado européen för romanen Viima (Vind). Hon vann det första Nordiska rådets pris för barn- och ungdomslitteratur 2013 tillsammans med illustratören Jani Ikonen för fantasy-romanen Karikko (Undervattensskär). Hon undervisade i kreativt skrivande.